# 完璧主義
完璧主義（かんぺきしゅぎ、英: Perfectionism）とは、心理学においては、万全を期すために努力し、過度に高い目標基準を設定し、自分に厳しい自己評価を課し、他人からの評価を気にする性格を特徴とする人のこと 。定められた時間、限られた時間の内にて完璧な状態を目指す考え方や、精神状態のことである。このような思想を持ったものや、そのような心理状態の者を完全主義者、もしくは完璧主義者（英: perfectionist）と呼ぶ。
この多角的特性は、最も概念化されているものであり、多くの正の面と負の面があるとして心理学者らに理解されている 。その程度（時間に対する気配りや周囲への迷惑を顧みない状態等）によっては、精神医学では精神疾患のひとつともされることも多い。不適応な完璧主義者は、世間の人々が達成できない理想を成し遂げることに駆り立てられている人である。適応した完璧主義者は、自分のゴールにたどり着くことをモチベーションとしている。最終的には、完璧主義者はそれを行うことに喜びを見出すのだが、しかしその目標を達成できなかった時には抑うつに陥ることが多い。
論理療法を創始したアルバート・エリスは、すべてのことを完璧に実行しようとする心理を「非合理信念 (irrational belief) 」と呼んだ。
質の高い証拠とみなされるメタ分析では、完璧主義的な努力が学業成績にプラスの影響を与えること、完璧主義的な懸念は目標達成に不適切であることがすでに示されている。つまり、完璧主義、卓越性の追求と恐怖不安からなり、卓越性の追求は良いことだが、恐怖不安は悪いことであり、過度の不安や抑うつになった場合は、過去の成功に焦点を当てることで、より良い意思決定につながる。

## 概要
参加する活動が重要度の低い活動や娯楽であっても、自分なりの最高峰・理想を作り追い求める傾向にある。
- テスト等点数化できるもので、90点や95点でも満足せず、100点を目指す。
- 芸術（音楽、小説）などの作品を、ほどほどの程度で世に送り出すということをせず、あくまで自分が納得する状態にまで仕上げることにこだわる。
- 人生設計の上で理想の仕事を具体的に考えるのだが、ひとつに絞ってしまい、他は受け入れない。

昔から、全てを完璧にやり遂げる事が求められていると思い込んでしまう人はいる。だが一般に、いまだかつて全てのことを完璧にやりとげた人間などはいない、と言われている。現実を冷静に見つめることができるならば、そうなのである。
実際には、人間の人生にはどうやってもできないことは多々あり、そういう場面では、自分にはやれないということを理知的にも心理的にも受け入れることが大切であり、大半の人はそれをうまく受け入れることで精神的・物理的な破綻を回避している。ところが、完璧主義者はそれを受け入れることができず、自分で自分を心理的に追いつめていってしまい、責任の転嫁や逃避といった、言動としても破綻してしまう傾向が強い。
確かに、一部の人（教師、上司、親など）が追い詰められて他人にヒステリックに完璧を求めたりすることがあるが、たいていの人は、そういう要求を話半分に聞いたり、適度に聞き流したり、聞いたフリだけして要領よく切り抜けることで、完璧主義に陥らないようにしている。

## 正の側面
鉄道や航空などの輸送機関の運行など、わずかなミスが大量の人間の命にかかわるような業務では、職員を場面限定的に「完璧主義的」な状態に誘導すると、それなりに安全性に寄与することが知られている。完璧主義は、物事に対する妥協を徹底して排除するので、職人などにそのような気質をもった人を採用し、職域がひどく限定されていて、かなりルーチン的な仕事につかせると極めて高い品質が実現されることもある。

## 負の側面
完璧主義は自殺の危険因子の一つである。彼らは自分に対し過度の期待を寄せている傾向があり、努力の結果が自分が求めていた基準と合わない時には自己批判を行うが、しかし彼らは世界に対して助けを求める傾向が低いため、自殺念慮のリスクが高い層である。
自身の理想に追いつけず、妥協も出来ないまま悩みとして抱え込むケースも多い。完璧主義の人は、完璧にこだわっているわけだが、当人の人生全体を大局的に見ると、本人がこだわって目指している状態とは正反対に、人生が破綻してしまっている人も多い。また、様々な精神病理を引き起こすことが多いことが知られている。
例えば、完璧主義の人間には、先延ばしの泥沼に落ち込んでしまう人もいる。「完璧にできるようになるまで人前で（評価する人の前で）見せたくない」「完璧な点数がだせるようになるまで○○に参加したくない」などという思いにとらわれて、最初の一歩が踏み出せなくなるのである。結果として経験や練習することが少なくなり、なかなか技量が上がらず、本当の実行の段階には永久に移れない、といった悲劇も起きる。また、他のもっとおおらかな人たちが、たとえ質が低くても気にせず気軽に第一歩を踏み出し、失敗することすら楽しみながら経験を重ねて、結果として無事に技量を上げてゆくのを、完璧主義者は指をくわえて眺めつづけて、自分自身を責めることになることも多い。またその意識ゆえに、自己の成し遂げた仕事等に過度な評価を求める傾向が比較的あり、俗に言う「恩着せがましい」と評される人も少なくない。
完璧主義者は大局的に見ると生産性が落ちることが多いことも知られている。すなわち、局部的な完成度の高さにこだわるあまり、大局的な状況を見失ってしまい、結果的には大局的な生産性が落ちてしまうような行為の選択をしてしまうことが多々ある。
完璧主義者は、自己嫌悪に陥る人が多い。また、強迫性障害、摂食障害などを併発する人も多い。

## 原因
いくつもの原因が要因として考えられている。
一例を挙げれば、条件付きの愛（厳密に言えば愛ではなく、エゴの押し付け、とも呼べるようなもの）しか示さない両親などの保護者のもとで育てられた場合に、このような気質になってしまうことが多いことが知られている。すなわち、何かがうまくできた時だけ認めたり愛情を示すが、何かができないと愛さない、というようなあからさまな態度の変化があるような親によって育てられると、子供は自分が何かがうまく実行できるかどうか、ということに（本来人間が自然に持っているおだやかな関心以上に）異常に過敏になってゆく（よって、まっとうな子育て論では、条件付で愛情を示すような親になってはならない、とされている。たとえば子供が自分の思うような結果を出さない時でも、どんな時でもベースとなる愛情を持ちつづけ、それを示しつづけることが大切なのだ、とされている）。

## 治療
もしも自身の親が「条件付の愛しか示さない親」に当てはまるようならば、親の影響から心理的・物理的に遠ざかるのがひとつの方法である。
上記のような親からは心理的・物理的にすでに離れている、あるいはそもそもそのような親ではないというのに、自身に完璧主義の症候群が出ている場合は、認知療法を受けるのがひとつの方法である。あるいは、専門家のもとで認知療法を行わなくとも、認知療法のエッセンスを記した書物などを読んでそれを実行するだけでも、かなり効果があがる人も多い。ノートと鉛筆（と自分の心）だけを使って、自分ひとりで実行できるような方法が紹介されているものもある。
認知療法が行っていることは、要は、認知のしかた、すなわち考え方の癖やものの見方を変えるということである。完璧主義者は、外部的な行為や条件にばかり意識がゆき、自分の思考の流れや思考形態そのものに意識が向いていない人が多く、自分のものの見方を変える技法を持ち合わせていないことがほとんどである。認知療法では、ものの見方、考え方を自分自身で変えるノウハウが提供されているので、完璧主義者でも大半は考え方を変えることができるようになり、やがて事態が改善してゆくことが多い。